# Morales de Toro (kommunhuvudort)
Morales de Toro är en kommunhuvudort i Spanien.   Den ligger i provinsen Provincia de Zamora och regionen Kastilien och Leon, i den centrala delen av landet, 180 km nordväst om huvudstaden Madrid. Morales de Toro ligger 703 meter över havet och antalet invånare är 1 094.
Terrängen runt Morales de Toro är platt, och sluttar söderut. Runt Morales de Toro är det glesbefolkat, med 8 invånare per kvadratkilometer. Närmaste större samhälle är Toro, 7,5 km väster om Morales de Toro. Trakten runt Morales de Toro består till största delen av jordbruksmark.